# Renlighed er en god ting
|  | Denne artikel er oprettet af botten PalnaBot ud fra en ekstern database. Den kan derfor have sproglige fejl eller mangler. Denne skabelon kan fjernes efter kontrol af indholdet. |

Renlighed er en god ting er en film fra 1956 med ukendt instruktør.